# صندوق الصوت

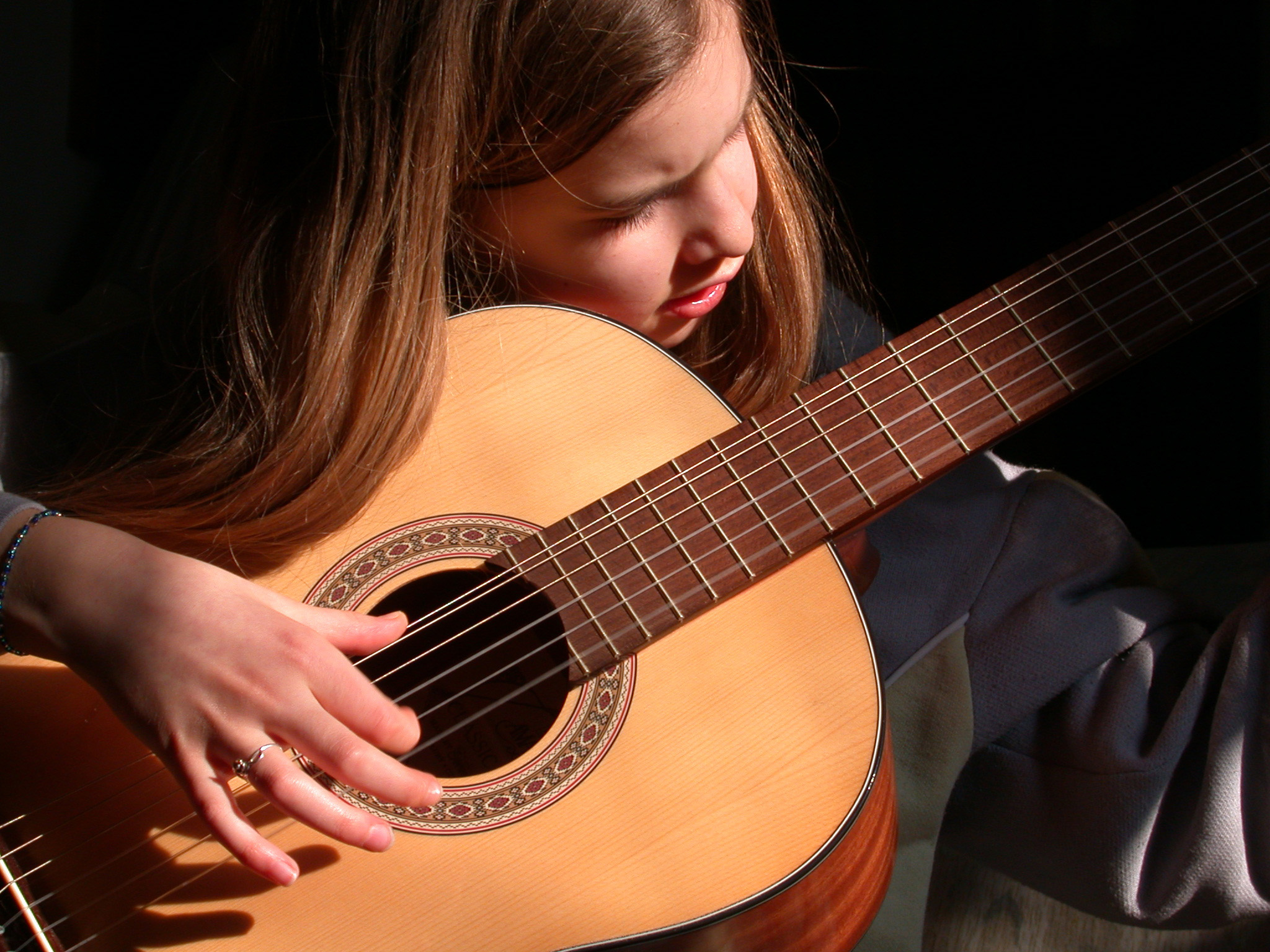

صندوق الصوت هو حجرة مفتوحة في جسم آلة من الآلات الموسيقية، ويقوم 'صندوق الصوت' بتعديل الصوت الصادر من الآلات الموسيقية هذه، ويساعد على نقل هذا الصوت إلى الجو المحيط. تستجيب الآلات بشكل أكبر للاهتزازات في ترددات معينة، الترددات هذه معروفة باسم رنين. تردد وقوة صدى جسم آلة موسيقية معينة له تأثير كبير على جودة النغمة التي تنتجها. الهواء داخل الحجرة له أصداء أو رنين خاص به، وهذه تتفاعل مع أصداء ورنين الجسم، وبالتالي يغيرا رنين وأصداء الجهاز بشكل كلي. يضيف صندوق الصوت أصداء رنين ذات ترددات منخفضة، مما يعزز استجابة الأداة للترددات المنخفضة.
يعود الفضل للصوت المميز لأداة معينة التي تملك صندوق صوت إلى التغيير الذي يتم إجراءه على النغمة . يتواجد صندوق الصوت في معظم الآلات الوترية . الاستثناءات الأكثر بروزًا هي بعض الأدوات المضخمة كهربائياً مثل الغيتار الكهربائي ذي الجسم الصلب أو الكمان الكهربائي ، والبيانو الذي يستخدم لوحة صوت فقط بدلاً من ذلك. تحتوي اجساد الطبول مثل بانجو أو إرهو على فتحة واحدة على الأقل لصندوق الصوت وتكون مغطاة بجلد حيواني (أو مادة أكريليك تشبه الجلد).البانجو الذي يكون مع ظهر مفتوح يستعمل للكلاوهامر، بينما البانجو الذي يستخدم في موسيقى البلوغراس يحتوي على ظهر الذي يملك جسم مسؤول عن الرنين.
في بعض الاحيان، يتم تركيب مكبرات الصوت أيضًا على صندوق صوت لتحسين اصواتها الناتجة، مع ذلك، في هذه الحالات، يتم ضبط صدى الصندوق الرنان بعناية لجعل الصوت أكثر تساويًا عبر الترددات، بدلاً من منح صوت معين إلى الصوت المعزز.
- الإيتار الصوتي
- الفيزياء الأساسية للكمان
- مرشح (معالجة الإشارات)
- استجابة التردد
- غرفة الرنين